# Bellinghoven (Erkelenz)
Bellinghoven ist ein Dorf im Stadtgebiet von Erkelenz, Kreis Heinsberg, in Nordrhein-Westfalen und liegt in der Erkelenzer Börde.

## Geographie

### Geographische Lage
Im Norden grenzt Bellinghoven an die Kernstadt Erkelenz, im Nordosten an Wockerath, im Osten an Kückhoven, im Südosten an Neu-Immerath, im Südwesten an Tenholt und im Westen an den Industrie- und Gewerbepark Commerden. Der Wahnenbusch, ein Waldgebiet, liegt im Süden von Bellinghoven.
Zwischen Bellinghoven und Kückhoven entstand ab 2006 der neue Stadtteil Neu-Immerath, dieses Dorf wurde durch den Braunkohletagebau Garzweiler von seinem alten Standort verdrängt.

### Siedlungsform
Bellinghoven ist ein Platzdorf. Bei dieser Dorfform sind die Häuser und Bauernhöfe um einen zentral gelegenen Platz angelegt. Hierdurch wird der Grundriss des Dorfes bestimmt. In Bellinghoven befindet sich auf dieser Freifläche der im Panoramafoto erkennbare Weiher.

### Einwohner
| Jahr      | 1801 | 1822 | 1861 | 1905 | 1925 | 1935 | 1950 | 1967 | 1986 | 1990 | 2005 | 2007 | 2008 | 2009 | 2010 | 2016 |
| --------- | ---- | ---- | ---- | ---- | ---- | ---- | ---- | ---- | ---- | ---- | ---- | ---- | ---- | ---- | ---- | ---- |
| Einwohner | 162  | 187  | 195  | 260  | 313  | 290  | 304  | 391  | 366  | 430  | 359  | 385  | 381  | 384  | 374  | 363  |

## Geschichte

### Ortsgeschichte
Um Bellinghoven liegen in der Feldflur drei Fundplätze römischer Ziegel und Keramik, die Überbleibsel römischer Bauernhöfe, den villae rusticae.
Bellinghoven wurde zur Zeit der Spätmerowinger oder Frühkarolinger gegründet, wie das Suffix -ing im Ortsnamen anzeigt.
Erstmals schriftlich wurde der Ort am 18. März 1309 in einer Urkunde erwähnt. Das Dorf gehörte seit dem Mittelalter zur nahen Stadt Erkelenz, die im Herzogtum Geldern lag. Die Bauernhöfe waren ursprünglich im Eigentum des Aachener Marienstiftes. Erkelenzer Schöffen aus den Familien Middelman, Udmann und Haen waren mit einigen dieser Höfe belehnt. 1537 wurde laut Lehnsregister Mathias Baux Secretaris to Erkelentz mit einem Hof belehnt.
1566 denunzierten Nachbarn Frens van Bellinghoven beim Vogt von Erkelenz als Hexe. Ihre Unschuld galt als erwiesen, nachdem sie zweimal der Folter, dem peinlichen Verhör, widerstand. Das Erkelenzer Schöffengericht und das nächsthöhere Gericht in Roermond erkannten ihre Forderung auf Schadensersatz, die ihre Nachbarn zu zahlen hatten, an.
1655 brannten während des Französisch-Spanischen Kriegs französische Soldaten ein Haus nieder.
1723 wurde Bellinghoven, gelegen im Amt Erkelenz, in der Karte Codex Welser schematisch dargestellt.
In der Franzosenzeit unter Napoleon musste Heinrich Jansen 1810 am Feldzug in Spanien und Franz Wilhelm Henrich am Russlandfeldzug 1812 teilnehmen, letzterer kam dabei ums Leben.
1907 wurde das Dorf an das Wasserwerk und 1911 an das Stromnetz angeschlossen.
Im Ersten Weltkrieg „fielen“ fünf Soldaten aus dem Dorf.
Dorfbewohner legten 1927 in der Maar eine Insel an.
1931 richtete die Post eine Poststelle mit einer öffentlichen Fernsprechstelle ein, dieses Postamt wurde 1970 geschlossen.
Am 26. Februar 1945 nahmen um 15.00 Uhr amerikanischen Soldaten des 1. Bataillons des 407. Regiments der 102. Infanteriedivision der 9. US-Armee im Zuge der Operation Grenade das Dorf ein. Im Zweiten Weltkrieg belief sich die Zahl der Kriegstoten aus Bellinghoven auf 18 Personen, Soldaten und Zivilisten, darunter eine Frau.
Die Maar wurde 1959/1960 trockengelegt und entschlammt. Die Insel mit der Trauerweide wurde beseitigt.
Zwischen 1965 und 1971 nahm Bellinghoven am Wettbewerb Unser Dorf soll schöner werden teil und gewann auf Kreisebene mehrmals den ersten Platz.
1988/1989 fand eine Dorferneuerung statt, das Dorf wurde an die Kanalisation angeschlossen und die Maar entschlammt, vertieft und eine Insel angelegt.
2009 wurde im Dorf die Ausstellung 700 Jahre Bellinghoven präsentiert.
2015 erhielt Bellinghoven den Anschluss an Glasfaser.

### Schule
Ab 1828, nach Einführung der Schulpflicht in Preußen, besuchten die Kinder aus Bellinghoven die Schule in Tenholt. Erst 1865 erhielt das Dorf eine eigene Schule, hierzu wurde zunächst ein Wohnhaus angemietet. 1869 wurden am Ortsrand ein Schulgebäude und ein Wohnhaus für den Lehrer errichtet. 1870 wurde die Schule eingeweiht. Für alle Klassen fand der Unterricht in einem Raum statt und wurde von nur einem Lehrer geleitet. Diese Volksschule existierte bis 1968. Das Dorf gehörte nun zum Grundschulbezirk von Kückhoven. Die älteren Jahrgänge der Bellinghovener Schule wechselten zur Hauptschule nach Erkelenz.
Im Schulgebäude befindet sich heute eine Ausbildungsstätte der Kreishandwerkerschaft. Bei Wahlen dient es der Bevölkerung als Wahllokal.

## Sehenswürdigkeiten

### Die Maar

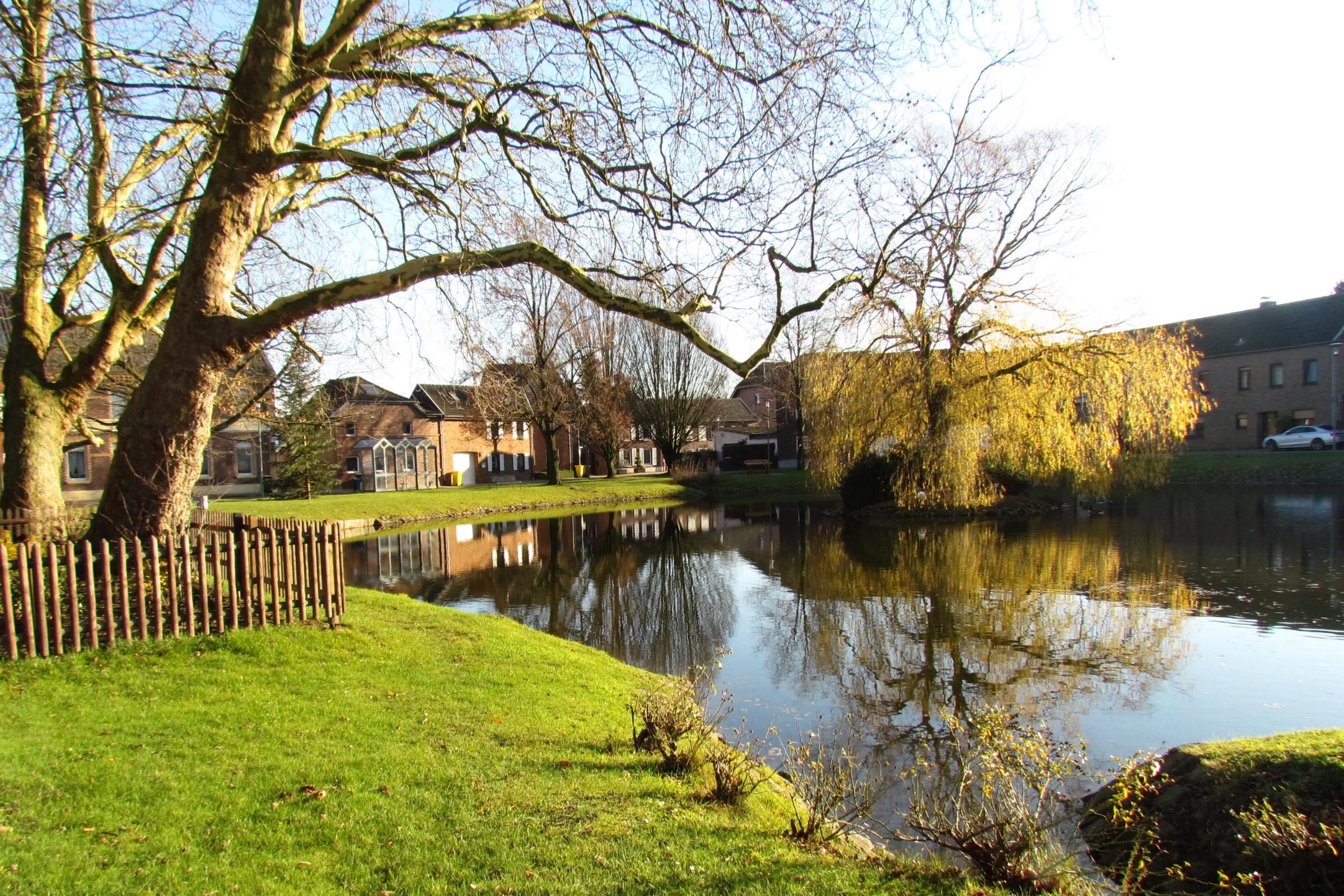
Bellinghovener Maar

Der fast kreisrunde Weiher, die Maar genannt, prägt mit seiner Insel das Ortsbild. Die früheste schriftliche Erwähnung der Mair stammt aus dem Jahr 1494.
Waren früher solche Maare in den Ortschaften des Erkelenzer Landes häufig anzutreffen – selbst die Stadt Erkelenz hatte eine solche, dort, wo sich heute der Franziskanerplatz befindet – so existiert heute nur noch in Bellinghoven ein solches Gewässer. Im benachbarten Jülicher Land weist Hottorf gleichfalls noch eine Maar auf. Sie sind nicht wie die Eifeler Maare vulkanischen Ursprungs.
Diese Wasserflächen hatten unterschiedliche Funktionen, sie waren Löschwasserteich, Viehtränke und Pferdeschwemme, Fischteich und dienten zur Haltung von Hausenten und -gänsen. Wenn sie im Winter zugefroren waren, sägten Eisschneider das Eis in Blöcke und verwendeten es in Eiskellern zur Kühlung. Eine Nutzung als Flachsröste kann wegen der dort auftretenden Fäulnisgase ausgeschlossen werden.
Das Gewässer wird vom Regenwasser der umgebenen Dachflächen und Straßen gespeist. Kontakt zu Grundwasser existiert nicht. Als Abfluss dient das Bellinghovener Fließ, das ab dem Dorfrand als offener Graben in nordöstlicher Richtung zur Niers hin entwässert.
Schon immer wurde in Bellinghoven die Maar auch für Freizeitaktivitäten genutzt, im Winter zum Schlittschuhlaufen und im Sommer zum Kahnfahren. Der Rasen an der Maar wird von den Vereinen als Festplatz genutzt. Auch der Maibaum der Dorfjugend wird hier alljährlich aufgestellt. Zahlreiche Sitzgelegenheiten laden zum Verweilen ein.
Eine historische Wasserpumpe erinnert an die Zeit vor Einführung der Wasserleitung, der ursprüngliche Pumpenplatz liegt nur wenige Meter entfernt, der dazugehörige Brunnen ist noch erhalten, aber abgedeckt.
Eine Mispel, die Geldernsche Rose, erinnert an das 700-Jahr-Jubiläum des Dorfes.

### Weitere Sehenswürdigkeiten
- Die Kapelle von 1824

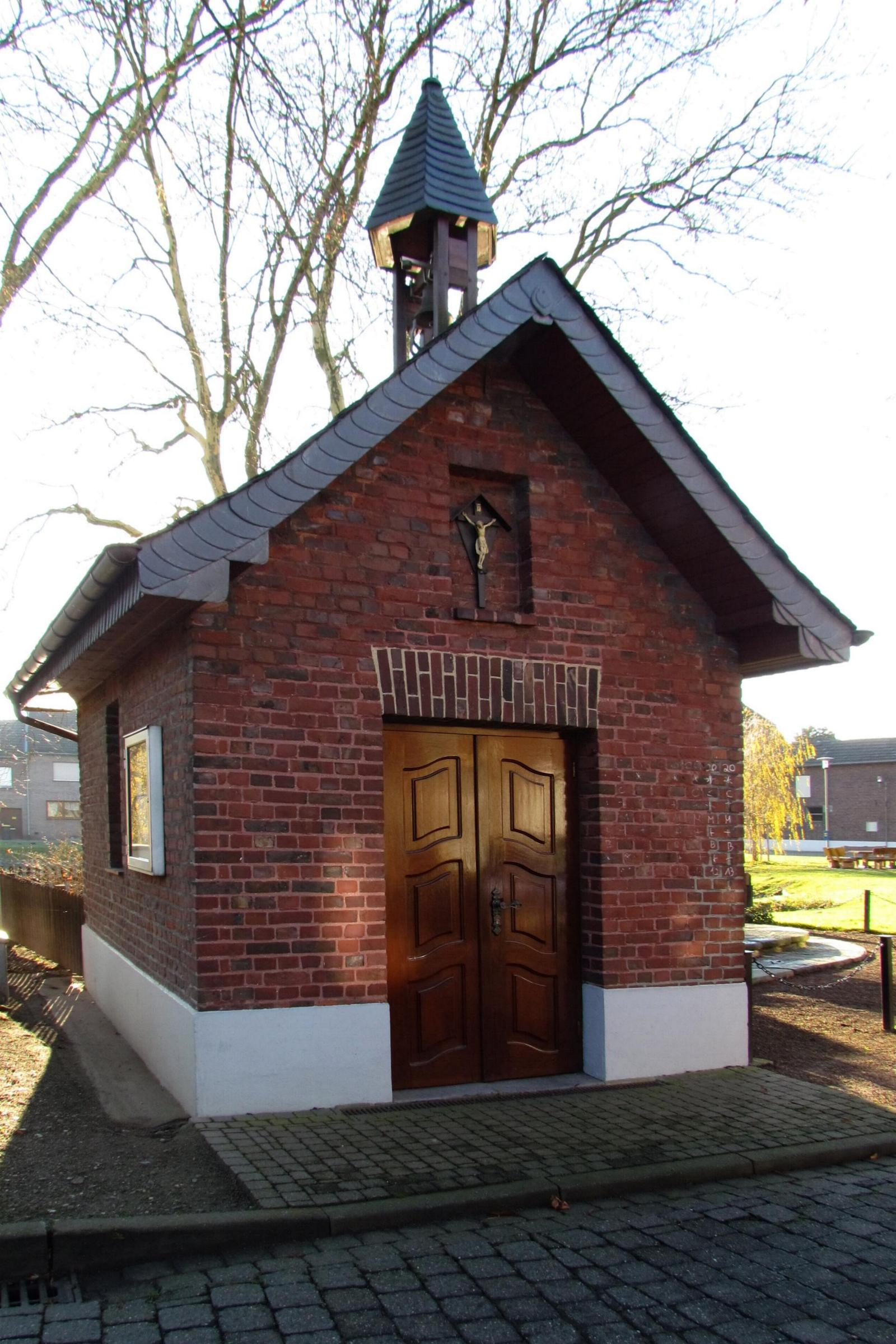
Muttergotteskapelle

- Das Missionskreuz von 1772 unter einer 200-jährigen Linde

## Vereine
- Bellinghovener Karnevalsgemeinschaft (BKG)
- Böllerclub Bellinghoven, der Verein der Dorfjugend war früher ein Junggesellenverein
- Borussia Bellinghoven, ein Fußballverein
- Dorfgemeinschaft Bellinghoven, ehemals Kapellenverein Bellinghoven

## Veranstaltungen
- Karnevalssitzung (BKG)
- Maibaumsetzen (Böllerclub)
- Sommerfest (Vereinsgemeinschaft)
  - Die Veranstalter haben die traditionellen sommerlichen Freizeitmöglichkeiten, die die Maar bietet, aufgenommen und zu zwei Varianten ausgebaut. Es sind die Hauptattraktionen des Sommerfestes.
    - Beim Wasservehikelrennen, erstmals 1984 veranstaltet, müssen die Teilnehmer selbstgebaute Muskelkraftbetriebene Fahrzeuge benutzen, die möglichst bootsunähnlich sind. Gebaut werden diese Vehikel teilweise im Stil von Tretbooten oder Amphibienfahrrädern. Manche werden geschmückt und mit einem Motiv gestaltet wie die Umzugswagen beim Karneval oder Blumenkorso, manche bestehen auch nur aus einer Badewanne oder sind ein Floß. Das Wasservehikelrennen ist eine Weiterentwicklung der Badewannenrennen. Die Prämierung erfolgt nach Schönheit und Schnelligkeit.
    - Die Wasserspiele, erstmals 1988 veranstaltet, werden im Stil der Spiel ohne Grenzen oder Takeshi’s Castle durchgeführt. Bei dem Wettbewerb auf der Maar sollen so wenige Teilnehmer wie möglich trocken bleiben.
- Sankt Martin (Komitee)
- Seniorennachmittag in der Adventszeit (Dorfgemeinschaft)

## Infrastruktur

### Wirtschaft
Direkt am Weiher befindet sich das Hotel und Restaurant Schwanenhof. Im Dorf bestehen drei Reithöfe. Das Dorf weist nur noch einen Bauernhof im Vollerwerb auf, 1963 gab es hingegen noch elf Höfe.

### Verkehr

#### Fahrrad
Ein Radweg führt von Lövenich über Bellinghoven, endet aber kurz vor Erkelenz. Die Mispelbaumtour verläuft durch das Dorf, sie verbindet alle Erkelenzer Ortschaften, die zum Herzogtum Geldern gehörten.

#### Bahn
Der Bahnhof Erkelenz der Bahnstrecke Aachen–Mönchengladbach ist innerhalb von 20 Minuten zu Fuß zu erreichen.

#### ÖPNV
Die AVV-Buslinie EK3 der WestVerkehr verbindet Bellinghoven wochentags mit Erkelenz und Holzweiler.
Zudem verkehrt der Multi-Bus seit dem 9. Juni 2024 kreisweit erweitert und zu einheitlichen Bedienzeiten. Mehr Informationen gibt es bei WestVerkehr.
| Linie | Verlauf |
| ----- | --- |
| EK3   | (Erkelenz ZOB →) Erkelenz Bf → Bellinghoven → Immerath (neu) → Kückhoven → Holzweiler → Kückhoven → Immerath (neu) → Bellinghoven → Erkelenz Bf (→ Erkelenz ZOB) |

#### Autobahn
Die Bundesautobahn 46 ist über die zwei Anschlussstellen Erkelenz Ost und Erkelenz Süd zu erreichen.

## Sonstiges
Das südliche Stadttor der Stadt Erkelenz wurde Kölner Tor und auch Bellinghover Tor genannt.
Jenseits der Stadtmauern Richtung Wockerath befand sich ehemals die Bellinghover Mühle. Eine Windmühle, die schon vor 1558 bestand, 1910 wurde sie abgebrochen.
Beim Wettbewerb Unser Dorf soll schöner werden gewann Bellinghoven bisher viermal den Titel auf der Kreisebene und 1967 einen Sonderpreis auf der Landesebene.